# 방향

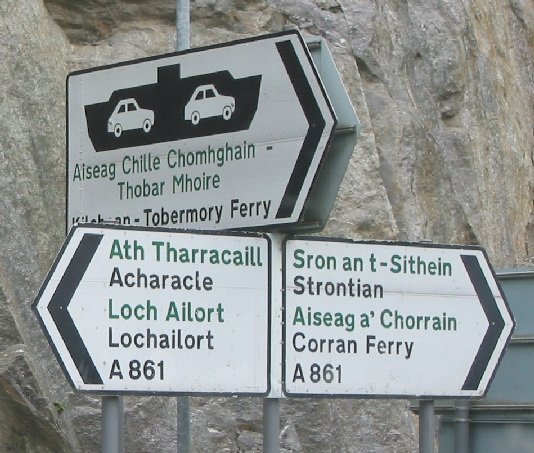
방향표

방향(方向)은 어떤 방위를 향한 쪽이다.

## 차원에서의 방향
방향 벡터에 의해 수치적으로 표현되는 2차원, 3차원 방향의 예가 있다. 동일한 단위벡터 구성체는 2차원, 3차원 이상의 차원으로 공간 방향을 지시하기 위해 사용된다. 그림에서처럼 고유한 각각의 2차원 방향은 수치적으로 단위원의 한 지점과 수치적으로 동등한 반면, 각각의 고유한 3차원 방향은 단위구면의 한 지점으로 수치적으로 표현할 수 있다.

2개의 2차원 방향 벡터의 예.

2개의 3차원 방향 벡터의 예.

## 방향각
방향각이란 수평면에서 임의의 지점을 기준으로 시계방향으로 잰 각이다.

## 같이 보기
- 방위
- 방위각
- 경위의
- 트래버스 측량